# Хастане — Адліє (станція метро)
40°54′54″ пн. ш. 29°10′53″ сх. д. / 40.9151° пн. ш. 29.1815° сх. д.
Хастане́ — Адліє́ (тур. Hastane—Adliye) — станція лінії М4 Стамбульського метро. Відкрита 17 серпня 2012 року поряд з п'ятнадцятьма іншими станціями у черзі Ускюдар — Картал.
Конструкція — станція глибокого закладення, має острівну платформу та дві колії.
Розташована під автострадою D.100, у кварталі Есенкент, Картал
Пересадки:Автобуси:16C, 16KH, 16S, 16U, 16Z, 17K, 17P, 21K, 17S, 21K, 21U, 130, 130A, 130E, 130Ş, 132G, 134YK, 251, 500T, E-10, KM11, KM21, KM23, KM25, KM29, KM32, KM60, KM70, KM71 
Маршрутки: Гарем — Гебзе,  Кадикьой — Угур-Мумджу